# Peter Harrison

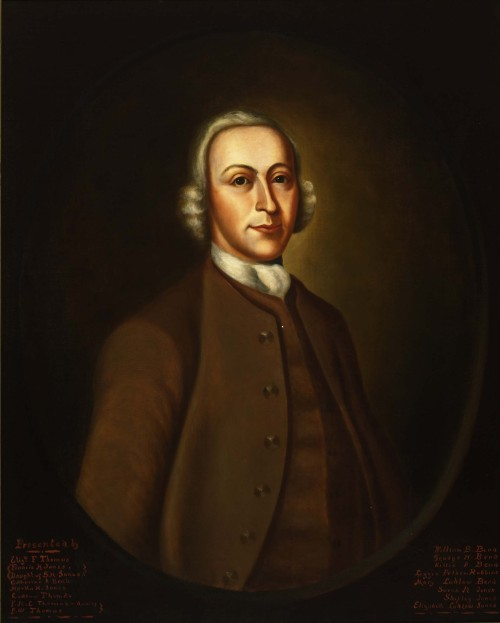
Peter Harrison

Peter Harrison (York, 1716 - New Haven, 1775) foi um arquiteto inglês ativo nos Estados Unidos.
Emigrou para Rhode Island em 1740, estabelecendo-se com seu irmão como comerciantes. Voltou à Inglaterra e entre 1743-45 estudou arquitetura, sendo influenciado por Vitrúvio e Palladio e formando uma considerável biblioteca clássica. Então retornou à América e começou a se dedicar à construção. É considerado o primeiro arquiteto com formação profissional a atuar nos Estados Unidos. Se lhe atribuem muitos edifícios, mas somente poucos têm autoria documentada, já que sua biblioteca, com seus arquivos, esboços e projetos, foi destruída em um incêndio. Entre suas obras autenticadas estão a Sinagoga Touro, a Biblioteca Redwood e o antigo Mercado de Tijolos, em Newport.